# Коктобе (Жетысайский район)
Коктобе (каз. Көктөбе, до 2001 г. — Шугыла или Крупское) — село в Жетысайском районе Туркестанской области Казахстана. Входит в состав аульного округа Жолдасбая Ералиева. Код КАТО — 514439600.

## Население
В 1999 году население села составляло 935 человек (458 мужчин и 477 женщин). По данным переписи 2009 года, в селе проживало 1135 человек (581 мужчина и 554 женщины).